# مستشفى جنوب غرب جدة
مستشفى جنوب غرب جدة مستشفى تحت الإنشاء في مدينة جدة. صمم المستشفى ليقدم خدمات الرعاية الصحية المتكاملة، ويحتوي على 245 عيادة و 330 سرير.
يقام المستشفى، على قطعة أرض مساحتها 30,250م2 وبمساحة إجمالية تقديرية للمسطحات المبنية قدرها 211,679م2، وبتكلفة إجمالية مبدئية 1.15 مليار ريال تقريبا.
من المتوقع، أن يتم استكمال الأعمال الإنشائية لهذا المشروع خلال الربع الأول من عام 2023، وأن يبدأ التشغيل خلال الربع الثاني من العام 2023.
شركة مستشفى غرب جدة المالكة للمستشفى، تم تأسيسها مناصفة بين  شركة"الاندلس العقارية" و"مجموعة الدكتور سليمان الحبيب" الطبية القابضة، وفقا لاتفاقية مبرمة في أكتوبر 2014.